# Großlittgen
Großlittgen est une municipalité allemande située dans le land de Rhénanie-Palatinat et l'arrondissement de Bernkastel-Wittlich.

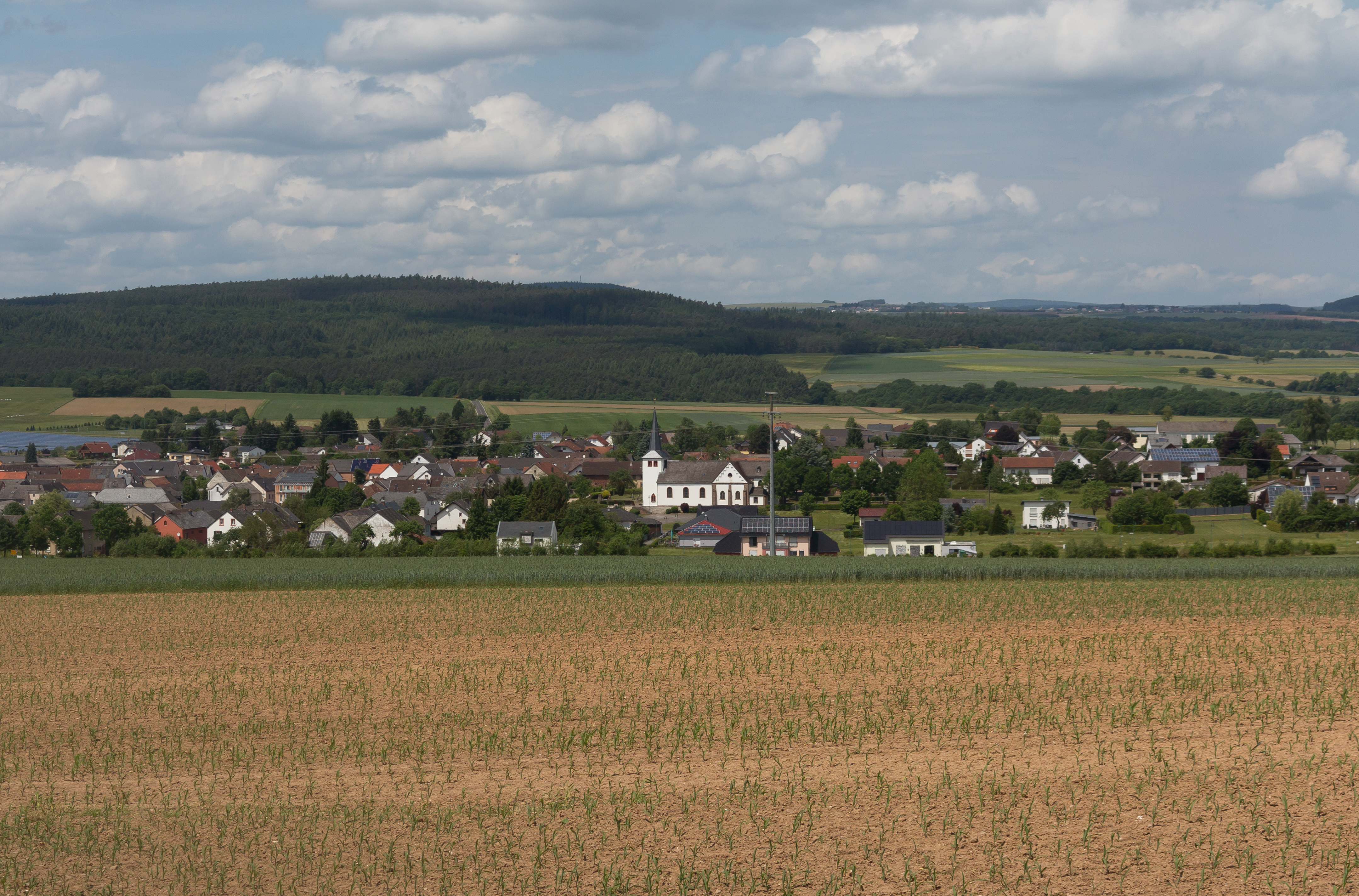
Grosslittgen, vue sur le village.